# Noba
Noba (łac. Diocesis Nobensis) – stolica historycznej diecezji we Cesarstwie rzymskim w prowincji Mauretania Cezarensis, zlikwidowana w VII w. podczas ekspansji islamskiej, współcześnie w północnej Algierii. Obecnie katolickie biskupstwo tytularne.

## Biskupi tytularni
| Lp. | Biskup                  | Funkcja                                            | Od                   | Do                  |
| --- | ----------------------- | -------------------------------------------------- | -------------------- | ------------------- |
| 1   | William Joseph Trudel   | wikariusz apostolski Tabora (Tanzania)             | 25 kwietnia 1933     | 6 października 1968 |
| 2   | Eduardo Koaik           | biskup pomocniczy Rio de Janeiro (Brazylia)        | 22 października 1973 | 30 listopada 1979   |
| 3   | Hubert Barbier          | biskup pomocniczy Annecy (Francja)                 | 6 października 1980  | 19 maja 1984        |
| 4   | Romeo Panciroli         | nuncjusz apostolski                                | 6 listopada 1984     | 16 marca 2006       |
| 5   | Fernando Chomalí Garib  | biskup pomocniczy Santiago de Chile (Chile)        | 6 kwietnia 2006      | 20 kwietnia 2011    |
| 6   | Gilson Andrade da Silva | biskup pomocniczy São Salvador da Bahia (Brazylia) | 27 lipca 2011        | 27 czerwca 2018     |
| 7   | Janusz Mastalski        | biskup pomocniczy krakowski                        | 3 grudnia 2018       |                     |